# Cement Beočin
Fudbalski klub Cement Beočin, (serbski: Фудбалски клуб Цeмeнт Бeoчин) – serbski klub piłkarski z Beočina. Został utworzony w 1913 roku. Obecnie występuje w Srpska Liga Vojvodina.